# Флаксланд, Гюстав
Гюстав Александр Флаксланд (фр. Gustave-Alexandre Flaxland, иногда также подписывавшийся Гюстав д’Эресби, фр. Gustave D’Eresby, по фамилии жены; 26 января 1821, Страсбург — 11 ноября 1895, Париж) — французский музыкальный издатель.
Начал заниматься музыкой в своём родном городе под руководством Иньяса Лейбака. С 15 лет жил в Париже, зарабатывая на жизнь разными способами — от банковского клерка до частного учителя фортепианной игры. Некоторое время и сам совершенствовался как пианист в Парижской консерватории. В конце жизни опубликовал некоторое количество небольших фортепианных пьес.
В 1847 г. женился на англичанке Фрэнсес д’Эресби (1822—1907), после чего молодые супруги приобрели в Париже небольшой магазин нотных изданий. Успех предприятия привёл к скорому открытию собственного музыкального издательства. Флаксланд быстро довёл объём своего каталога до более чем тысячи названий, приобретя, среди прочего, права на французские издания произведений Роберта Шумана. В 1859—1860 гг. Флаксланд также заключил сделку с Рихардом Вагнером на распространение во Франции партитур трёх его опер — «Летучий голландец», «Тангейзер» и «Лоэнгрин»; эта сделка была опротестована немецкими издателями Вагнера, однако вклад Флаксланда в пропаганду музыки Вагнера во Франции всё равно считается существенным. В 1860-е гг. магазин Флаксланда пользовался популярностью и в качестве салона для музыкантов и их покровителей.
В 1869 г. Флаксланд продал своё предприятие группе компаньонов во главе с Огюстом Дюраном. В дальнейшем занимался, вместе с сыном Альфредом Александром, производством фортепиано.
Братья — художник Жозеф Фредерик Флаксланд (1814—1884), опубликовавший также двухтомник рассказов «Эльзасские новеллы» (нем. Elsässische Novellen; 1871), и предприниматель Эдуар Эжен Флаксланд (1818—1885), кавалер Ордена Почётного легиона, один из основателей «Общества эльзасцев и лотарингцев, оставшихся французами». Двое детей; дочь Кора вышла замуж за художника Альбера Люсьена Дюбюиссона (1850—1937).